# Alexander von Krahe

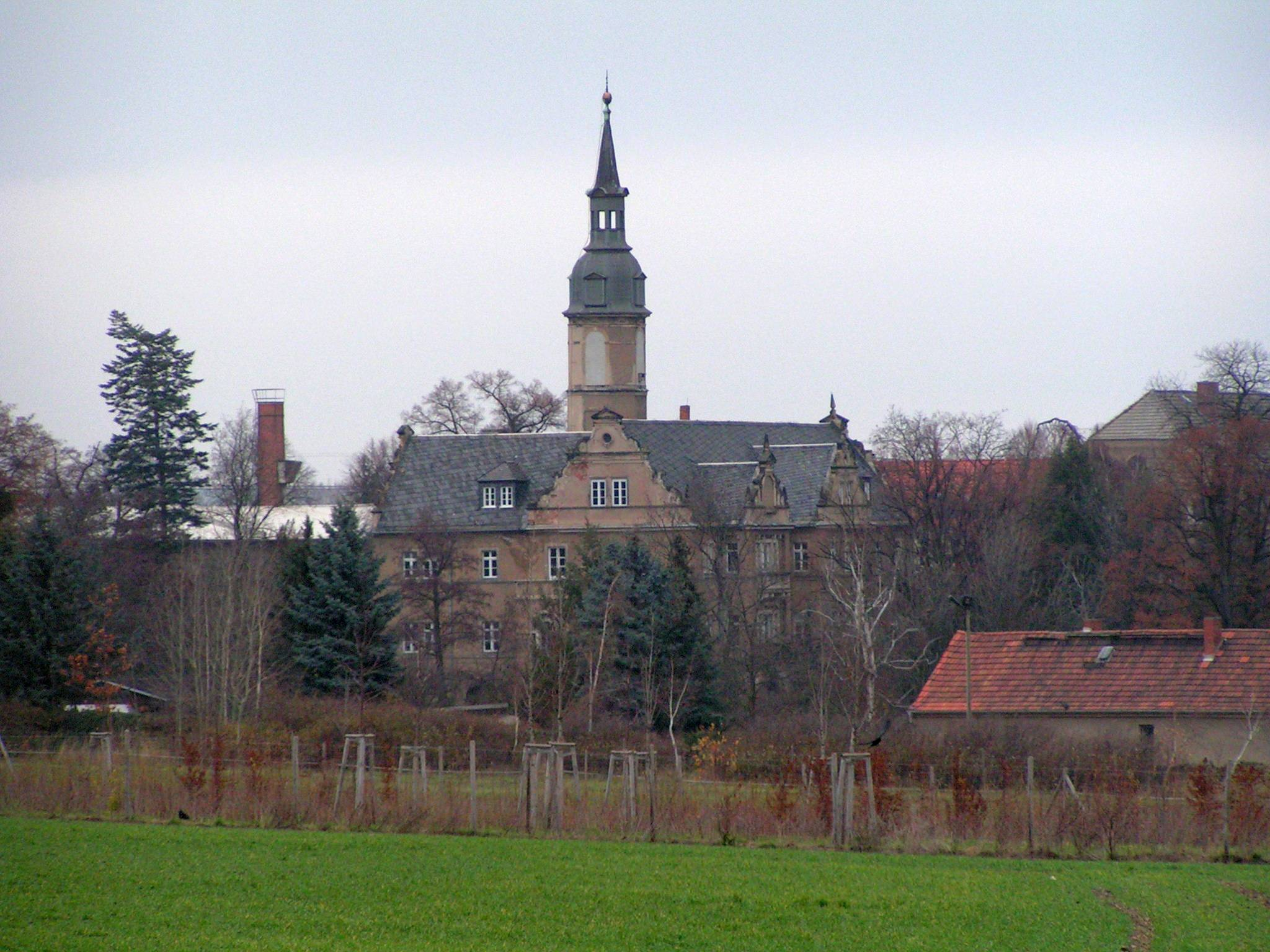
Bauherr von Schloss Roßthal: Alexander von Krahe

Alexander von Krahe (* 11. Jänner 1617 in Prag; † 11. März 1660 in Dresden) war ein kurfürstlich-sächsischer Untermarschall, Kammerherr und Rittergutsbesitzer.

## Leben
Krahe stammte aus dem später ausgestorbenen sächsischen Adelsgeschlecht Krahe. Er war der Sohn von Oberst Carl von Krahe (1576–1630) und dessen Ehefrau Ottilie Riettmann geborene von Schreibersdorff und wurde in der Residenzstadt der Habsburger in Prag kurz vor Ausbruch des Dreißigjährigen Krieges geboren. Anna Sibylla von Krahe war seine Schwester. Sein Vater war Oberst der drei sächsischen Festungen Dresden, Königstein und Pleißenburg.
Alexander von Krahe schlug eine Verwaltungslaufbahn im Dienst des Wettiner am sächsischen Hof in Dresden ein.
Für seine Verdienste um das Kurfürstentum Sachsen erhielt Alexander von Krahe durch Kurfürst Johann Georg II. von Sachsen die Grundherrschaft Roßthal bei Dresden übertragen. Im Jahre 1657 ließ er hier das Schloss Roßthal als Herrenhaus des Ritterguts errichten, dessen Nachfolgebau heute noch vorhanden ist.
Am 10. März 1660 erlitt er einen Schlaganfall, der dazu führte, dass er innerhalb weniger Stunden in der darauffolgenden Nacht starb. Er wurde am 1. April 1660 in der Sophienkirche in Dresden feierlich bestattet. Die dabei gehaltene Leichenpredigt erschien in kleiner Auflage in Druck.
Hans Georg und Carl Ernst von Krahe waren seine beiden Söhne, die aus zwei verschiedenen Ehen hervorgegangen sind. Wenig später erlosch mit ihnen jedoch dieses sächsische Adelsgeschlecht.